# إديث ماريون باتش
إديث ماريون باتش (27 يوليو 1876- 28 سبتمبر 1954) كانت عالمة حشرات وكاتبة أمريكية. ولدت في وستر، ماساتشوستس، وحصلت على شهادة من جامعة مينيسوتا في عام 1901م، وبدأت في الأصل العمل كمدرسة للغة الإنجليزية قبل أن تتاح لها الفرصة لتنظيم قسم علم الحشرات في جامعة مين. أصبحت رئيسة قسم علم الحشرات في عام 1904م، وعلى الرغم من شكوك العديد من الزملاء الذكور حول وجود رئيسة قسم، ظلت في هذا المنصب حتى تقاعدها في عام 1937م. تم التعرف على إديث باتش كأول عالمة حشرات ناجحة حقًا في الولايات المتحدة.